# مايك فاونتن
مايك فاونتن هو لاعب هوكي الجليد كندي، ولد في 26 يناير 1972 في North York ‏ في كندا.

## وصلات خارجية
- مايك فاونتن على موقع دوري الهوكي الوطني (الإنجليزية)
- مايك فاونتن على موقع EliteProspects.com (الإنجليزية)
- مايك فاونتن على موقع Eurohockey.com (الإنجليزية)
- مايك فاونتن على موقع HockeyDB.com (الإنجليزية)
- مايك فاونتن على موقع Hockey-Reference.com (الإنجليزية)